# Matt Eberflus
Matt Eberflus (Toledo, 17 maggio 1970) è un allenatore di football americano statunitense nella National Football League (NFL).

## Carriera
Eberflus iniziò ad allenare nella NFL svolgendo il ruolo di allenatore dei linebacker dei Cleveland Browns nel 2009. Nel 2011 assunse lo stesso ruolo ai Dallas Cowboys. Dal 2018 al 2021 fu coordinatore offensivo degli Indianapolis Colts. Nel suo primo anno la difesa sui passaggi della squadra passò dal 28º posto al 16º, pur essendo la difesa meno pagata di tutta la NFL.
Il 27 gennaio 2022 Eberflus fu nominato 17º capo-allenatore dei Chicago Bears.
Il 29 novembre 2024, dopo una sconfitta il giorno precedente nella gara del Giorno del Ringraziamento contro i Detroit Lions, Eberflus fu licenziato mentre la squadra di trovava su un record di 4 vittorie e 8 sconfitte, di cui sei consecutive. Fu il primo allenatore in 105 anni di storia della franchigia a venire licenziato durante la stagione.
Il 28 gennaio 2025 venne nominato nuovo coordinatore difensivo dei Dallas Cowboys.

## Record da allenatore
| Squadra | Anno   | Stagione regolare | Stagione regolare | Stagione regolare | Stagione regolare | Stagione regolare  | Playoff | Playoff | Playoff   |
| Squadra | Anno   | Vinte             | Perse             | Pari              | %                 | Posizione          | Vinte   | Perse   | Risultato |
| ------- | ------ | ----------------- | ----------------- | ----------------- | ----------------- | ------------------ | ------- | ------- | --------- |
| CHI     | 2022   | 3                 | 14                | 0                 | .176              | 4º nella NFC North | -       | -       | -         |
| CHI     | 2023   | 7                 | 10                | 0                 | .412              | 4º nella NFC North | -       | -       | -         |
| CHI     | 2024   | 4                 | 8                 | 0                 | .333              | Esonerato          | -       | -       | -         |
| Totale  | Totale | 14                | 32                | 0                 | .304              |                    | -       | -       |           |